# ろばの会
ろばの会（ろばのかい、1955年 - 2000年）は、かつて存在した日本の作曲家グループ。

## 来歴
1955年に、磯部俶による提案を受けた中田喜直を中心に、宇賀神光利、中田一次、大中恩の合わせて5人の作曲家たちが、「こどものうた」の創作を目指して結成した。結成当時、メンバーはいずれも30代の若手作曲家であり、彼らは、「子供たちのために、いい詩と、いい音楽を」、「頼まれて作曲するのではなく、自分たちで納得のいく音楽を」をモットーに掲げていた。
「レコード童謡」のイメージから脱皮しようと、童謡の新しい呼び名「こどものうた」を提唱し、楽曲集『新しいこどものうた』を音楽之友社から発行した。大中恩は、「童謡」という言葉に抵抗があり、「新しい子どものうた」（原文ママ）という言葉のインパクトから会の運動に賛同したと語っている。
作曲のために詩を提供した詩人には、サトウハチロー、小林純一、まど・みちお、佐藤義美や、大中の従弟であった阪田寛夫らがいた。詩人たちから提供された詩を5人で合議し、希望者が曲を付けるという形で作曲がおこなわれ、時には一つの詩に複数人が曲を付けて、いずれが優れているかと議論を重ねることもあったという。
この会の活動を通して、「サッちゃん」（阪田寛夫 作詞、大中恩 作曲）、「犬のおまわりさん」（佐藤義美 作詞、大中恩 作曲）、「ちいさい秋みつけた」（サトウハチロー 作詞、中田喜直 作曲）、「おなかのへるうた」（阪田寛夫 作詞、大中恩 作曲）、「ドロップスのうた」（まど・みちお 作詞、大中恩 作曲）をはじめ、多数の楽曲が創作され、広く親しまれた。当時、キングレコードの童謡担当ディレクターだった長田暁二は、ろばの会が生み出した作品のレコード化を積極的に進めた。レコードの他にも、会として新作を中心としたコンサートを開催したり、楽譜集を出版することがあった。「ろばの会」名義で出版した楽譜集は6冊、楽曲は300曲以上にのぼった。
1967年には、メンバーの宇賀神光利が、1998年には磯部俶がそれぞれ死去した。
1978年には、楽曲集『ろばの会のうた』（音楽之友社）の刊行と、これに関連する演奏会とレコードの発表に対し、第8回日本童謡賞が授与された。
ろばの会は、2000年3月に解散コンサートを行った。解散コンサートは西脇久夫（ボニージャックス）がプロデュースした。ろばの会の解散について、中田喜直は「メンバー5人のうち2人が亡くなり、45年の区切りに解散することにした。童謡を単なる“なつメロ”にするだけでなく、これからもそれぞれで新しい曲を作っていきたい」と語っている。

## 解散後
ろばの会解散直後の2000年5月3日に中田喜直が死去した。その後、中田を偲ぶ「水芭蕉コンサート」が毎年5月に開かれるようになったが、2015年の「水芭蕉コンサート」は、＜「ろばの会」結成60周年＞と銘打っておこなわれた。
ろばの会のメンバーは、大中恩が2018年に死去したことで全員が鬼籍に入った。

## 評価
三代目海沼実は、結成当時のろばの会の主張を大正時代の童謡運動と比較し、「彼らが作曲家であったばかりに、やや音楽的な方向ばかりに偏りすぎていたのかも知れません」と述べている。

## おもな出版物
- ろばの会のうた、音楽之友社、1978年

## おもなレコード作品
- チュウちゃんが動物園へいったお話（キング、1958年）[15]
ろばの会結成35周年を記念して1990年にCD化された（1967年にステレオ音源で再録音されたもの）[15]。
- ろばの会のうた（ポリドール、1978年）
- ろばの会童謡名曲集（キング、2000年）